# SBB-CFF-FFS Re 420
La serie Re 420 (en el esquema de numeración anterior, la Re 4/4II) es la locomotora eléctrica más común de los Ferrocarriles Federales Suizos. Son usadas para servicios de pasajeros en toda Suiza, solas o en parejas. Para el servicio de carga, son acopladas en parejas con la Re 620, especialmente en regiones montañosas. Estas parejas son identificadas con el término Re 10/10.
La locomotora Re 420 se fabricó durante 21 años, desde 1964 hasta 1985.
Seis de estas máquinas estaban equipadas con un pantógrafo ancho para cumplir con las normas del DB y el ÖBB, lo que permite a estas unidades operar los trenes del EuroCity en la frontera de Bregenz y Lindau.

## Fotos

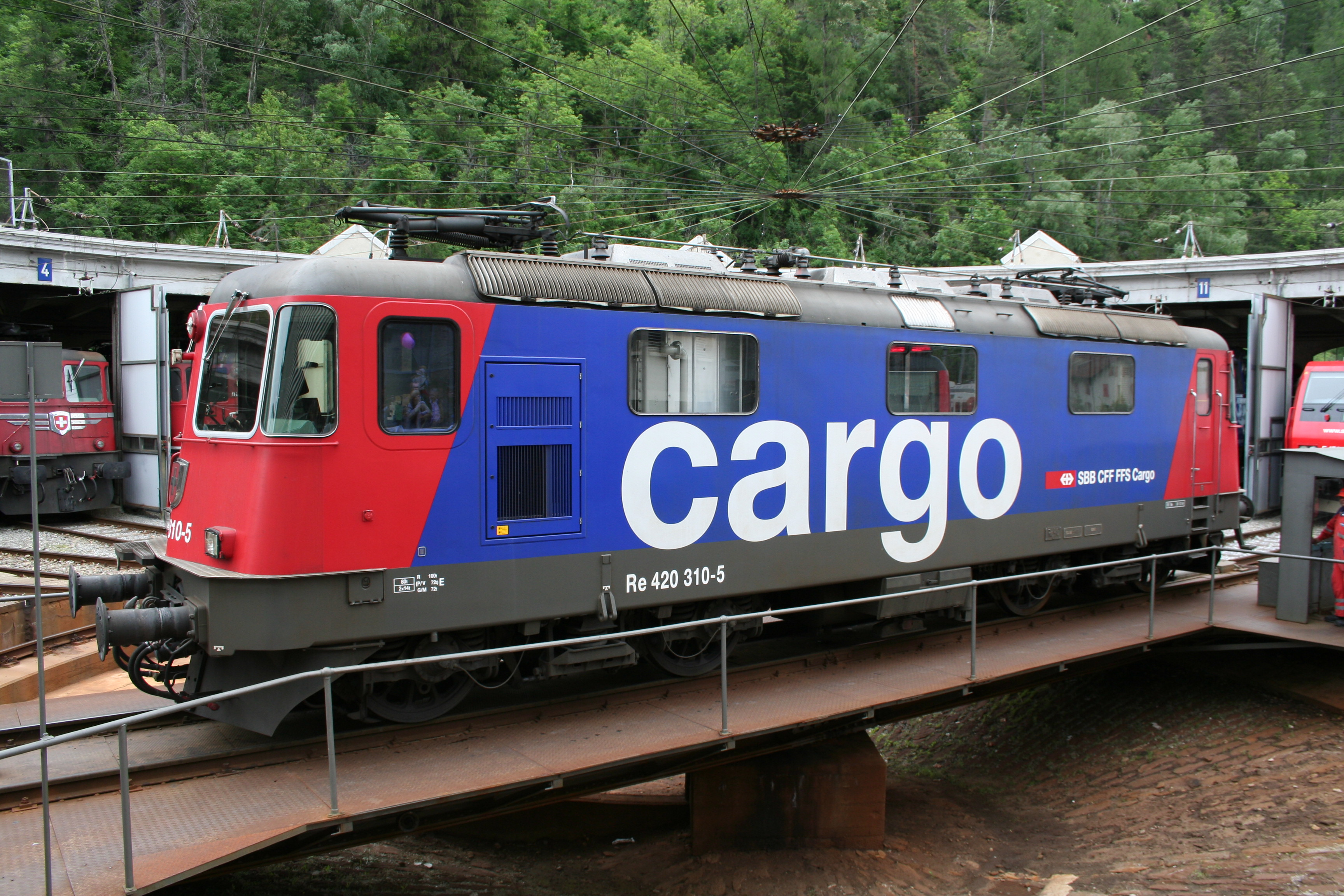
La Re 420 310-5 con el esquema de SBB Cargo
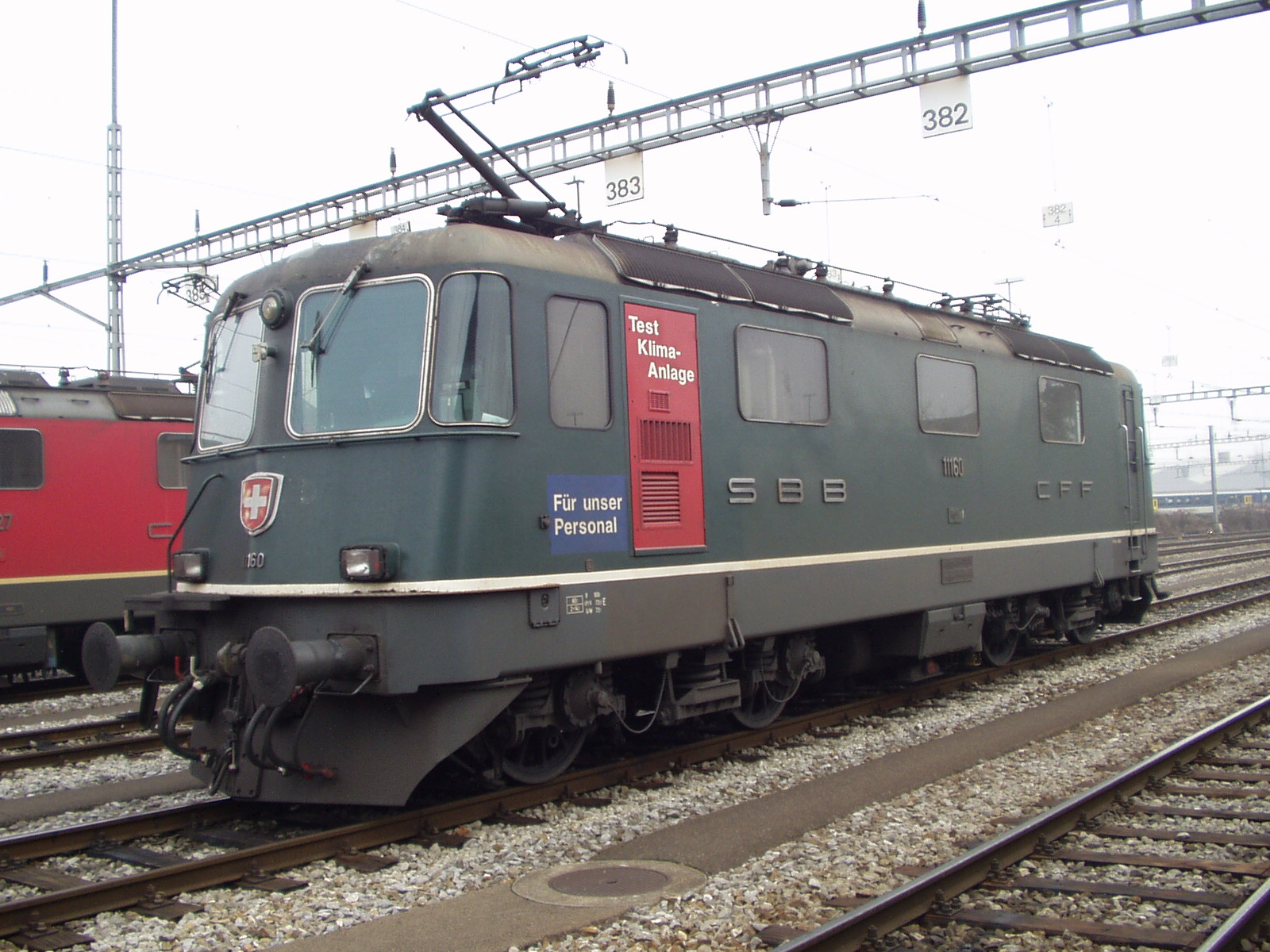
La unidad 11160 fue la primera locomotora equipada con aire acondicionado
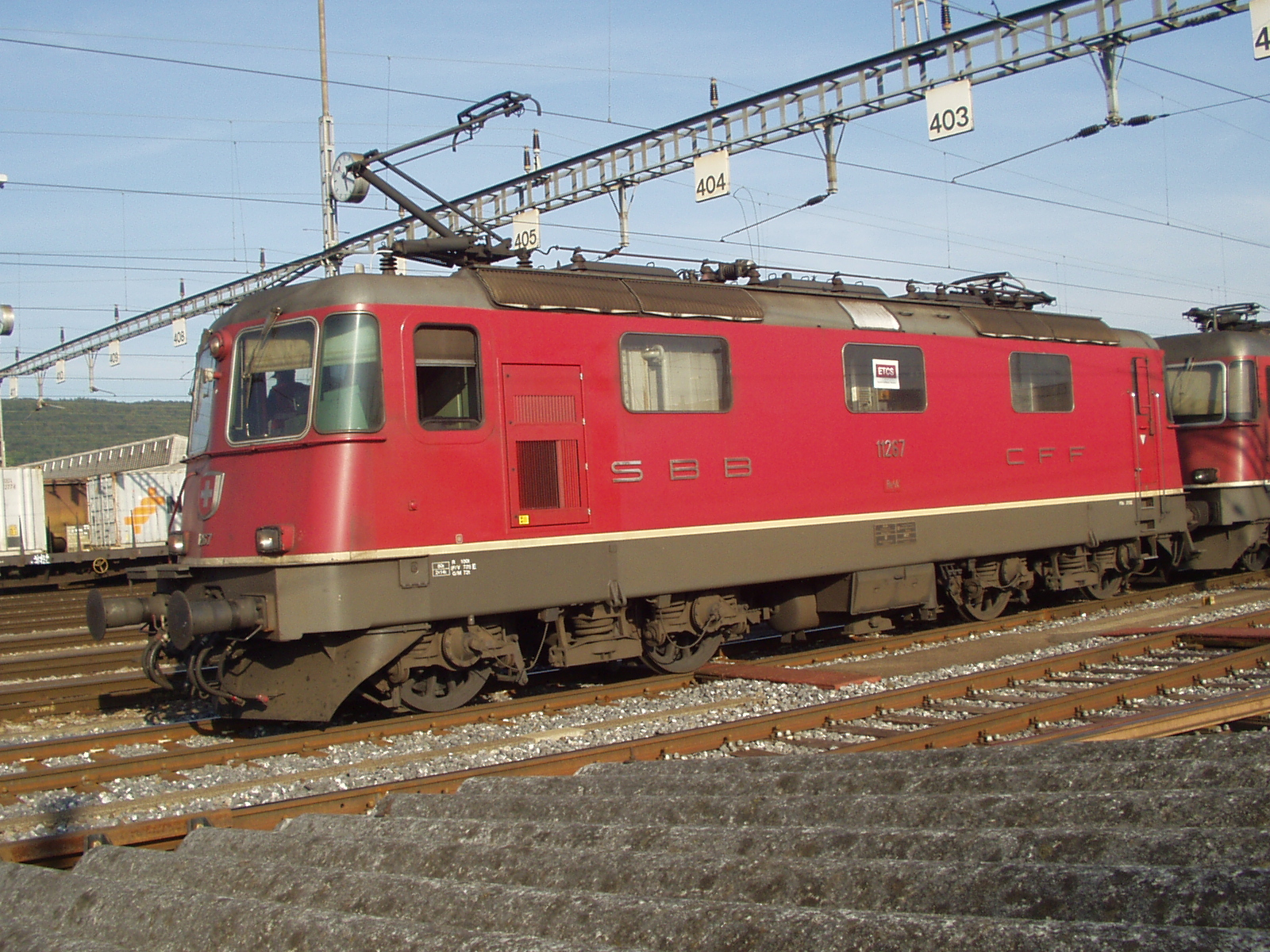
La número 11267, completamente modernizada: esquema de color rojo, aire acondicionado, luces rectangulares, acople UIC

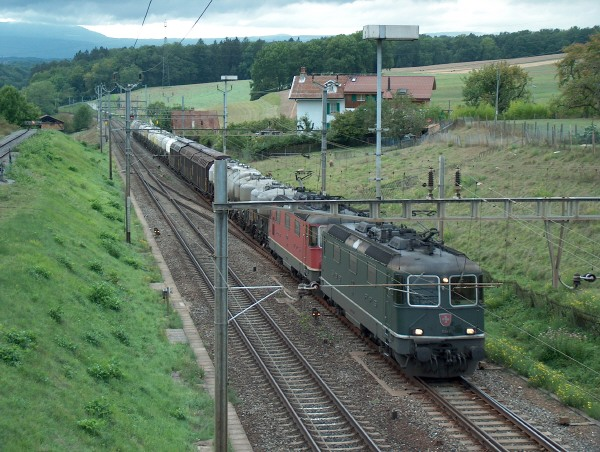
Un tren de carga tirado por dos unidades Re 420
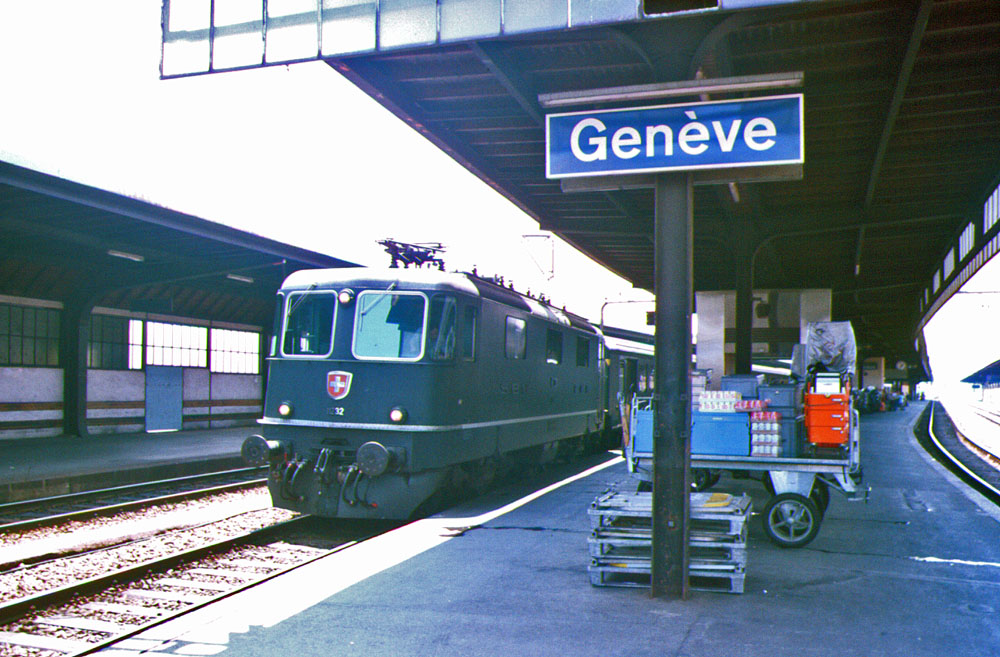
Un ejemplar sin modernizar en Ginebra
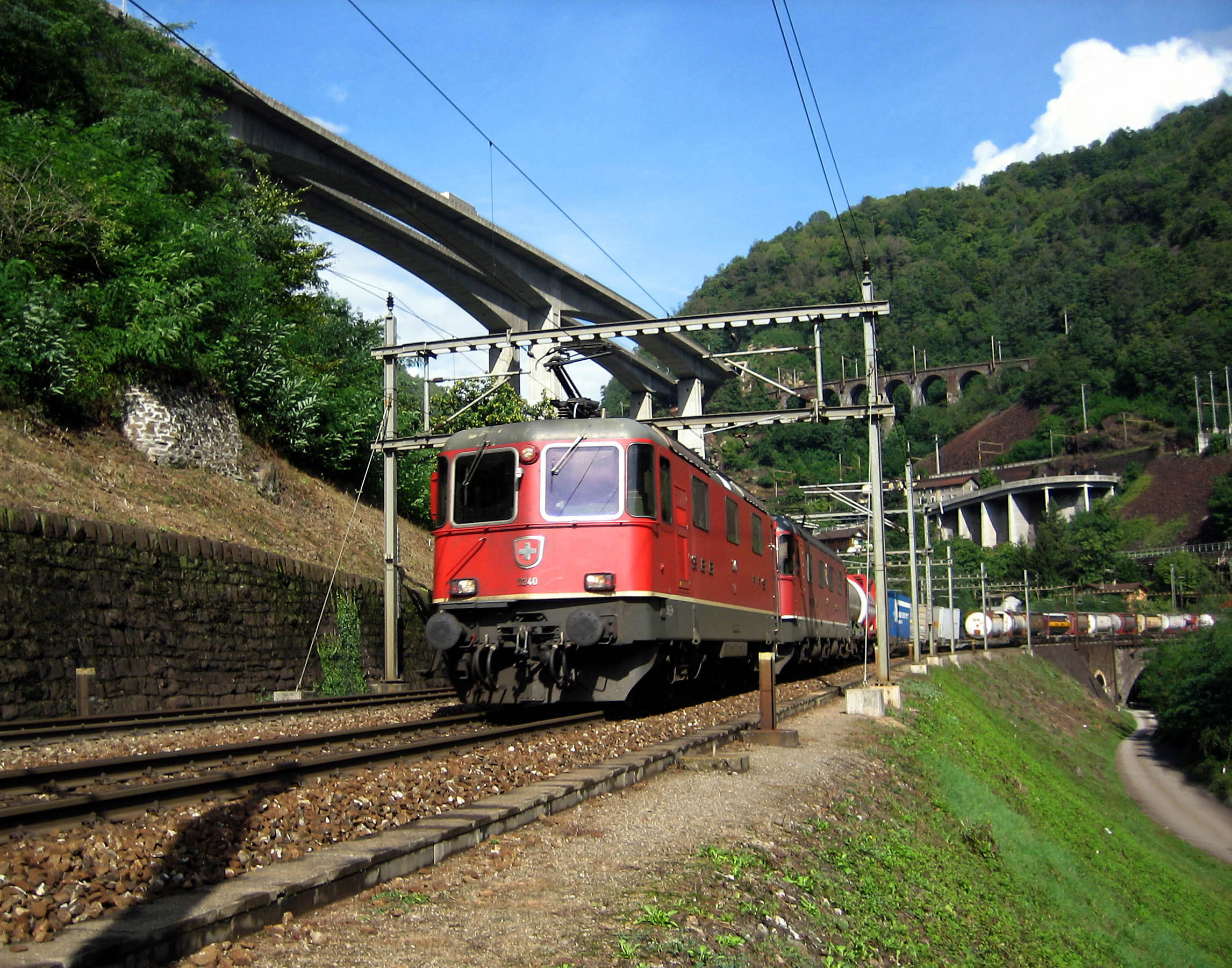
Una Re 420 y una Re 620 a la cabeza de un mercancías bajando la ruta del Gotardo